# EU-Eingreiftruppe
Als eine Maßnahme zur Entwicklung einer gemeinsamen Außen- und Sicherheitspolitik beschloss die Europäische Union am 10. und 11. Dezember 1999 beim Regierungstreffen in Helsinki im Rahmen des European Headline Goal die Bildung einer EU-Eingreiftruppe bis 2003.
Diese hätte 50.000 bis 60.000 Soldaten umfassen sollen, imstande, innerhalb von 60 Tagen, unter Rückgriff auf NATO-Ressourcen (zum Beispiel Planungskapazitäten, Gefechtsstände), mit einer Durchhaltefähigkeit von einem Jahr Petersberg-Aufgaben zu erfüllen. Die EU-Eingreiftruppe hätte dabei eine Ergänzung zur NATO Response Force sein sollen.
Da dieses Ziel nicht wie geplant bis 2003 erreicht werden konnte, erfolgte zunächst die Entwicklung des „EU Battlegroup“-Konzepts und Aufstellung entsprechender Gefechtsverbände.

## 2022: Rapid Deployment Capacity (EU RDC)
Im Mai 2021 riefen 14 EU-Verteidigungsminister den Hohen Vertreter erneut dazu auf, ein Konzept für eine schnelle Eingreiftruppe der EU zu erarbeiten. Dieses wurde im März 2022, auch im Angesicht des russischen Angriffs auf die Ukraine, im Rahmen des neuen Strategischen Kompasses der EU vorgestellt: So soll bis 2025 eine neue schnelle Eingreiftruppe (englisch Rapid Deployment Capacity, RDC), bestehend aus bis zu 5000 Soldaten und aufbauend auf den EU Battlegroups, gebildet werden. Sie soll 12 Monate lang einsatzbereit sein, Land-, See- und Luft-Komponenten enthalten und im Notfall sofort für verschiedene Szenarien zur Verfügung stehen.

## Übungen der EU-Eingreiftruppe (EU RDC) seit 2023
Die seit 2023 stattfindenden Übungen der EU RDC werden kurz als MILEX (englisch „Military Exercise“) bezeichnet. Diese können als Gefechtsstands-Übung (englisch „Command Post Exercise“, CPX), bei denen es um die Planung und Koordination in einem Hauptquartier geht, durchgeführt werden. Dabei werden u. a. EU-Alarmierungsverfahren simuliert und ausgewählte militärische Schnellreaktionsmaßnahmen getestet. Werden zusätzlich Truppenverbände eingesetzt, wird diese Militärübung als LIVEX (englisch „Live Exercise“) bezeichnet.
Während die EU RDC vom MPCC (Military Planning and Conduct Capability) in Brüssel geleitet wird, untersteht es im Einsatz dem Eurokorps als dem Hauptquartier der Truppenverbände (englisch „Force Headquarters“, FHQ).
| Name     | Datum                            | Ort                 | Truppenstärke | Beteiligte Länder |
| MILEX-23 | 18. September – 6. Oktober 2023  | Brüssel, Belgien    | N/A           | Frankreich, Irland, Italien, Malta, Österreich, Portugal, Rumänien, Spanien und Ungarn                                                                       |
| LIVEX-23 | 16.–22. Oktober 2023             | Cádiz, Spanien      | 2800          | Wie MILEX-23. |
| MILEX-24 | 8. April – 3. Mai 2024           | Brüssel, Belgien    | N/A           | Belgien, Deutschland, Griechenland, Frankreich, Kroatien, Irland, Litauen, Luxemburg, Niederlande, Österreich, Polen, Rumänien, Schweden, Spanien und Ungarn |
| LIVEX-24 | 25. November – 10. Dezember 2024 | Bergen, Deutschland | > 1700        | Wie MILEX-24. |
| MILEX-25 | 4.–6. März 2025                  | Brüssel, Belgien    | N/A           | Keine Angaben |
| LIVEX-25 | 25. März – 10. April 2025        | Pápa, Ungarn        |               | Keine Angaben |